# Nicolás Ormaechea

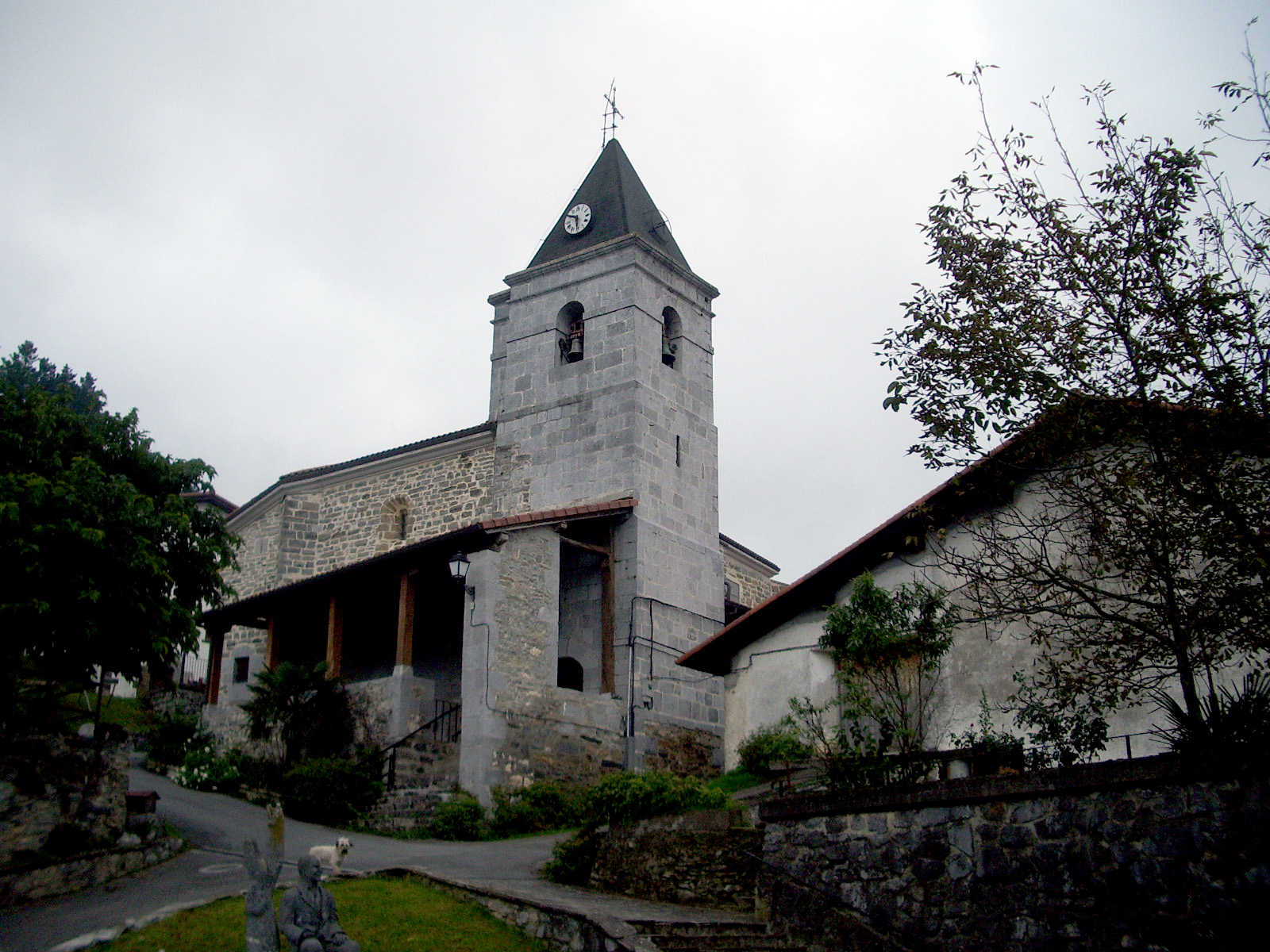
Monumento en homenaje a Orixe junto a la iglesia parroquial.

Nicolás Ormaechea Pellejero, conocido también como Orixe (Oreja, 6 de diciembre de 1888 - San Sebastián, 9 de agosto de 1961), fue un escritor español en lengua vasca. Su nombre se suele transcribir actualmente con la ortografía moderna vasca como Jorge Pascual.

## Biografía
Nació el 6 de diciembre de 1888 en la pequeña localidad guipuzcoana de Oreja, situada en la frontera con Navarra. Sus padres eran baserritarras de condición humilde que se dedicaban a la agricultura y ganadería, como casi todos los vecinos de su pueblo natal. Cuando contaba pocos años, fue llevado a vivir a casa de su abuela en Huici (Navarra), localidad en donde transcurrió su infancia y realizó sus estudios primarios. Los jesuitas descubrieron en él un muchacho inteligente y despierto y le ofrecieron en 1905 la oportunidad de ir a estudiar al colegio que tenían en Javier (Navarra) durante dos años. Ingresó en los jesuitas y estuvo en dicha orden hasta 1923. Durante este periodo, publicó sus primeros artículos y poesías en varias revistas. Posteriormente, se trasladó a Bilbao, donde trabajó en la Real Academia de la Lengua Vasca y en el diario Euzkadi, cuya sección en euskera dirigió. También se dedicó a la literatura y destacó con el poema Euskaldunak, una de sus obras cumbre. Debido a la guerra civil española, tuvo que exiliarse al País Vasco francés y a América, en donde visitó países como Argentina y El Salvador, hasta su vuelta del exilio en 1954.

### Euskaldunak
La obra por la que es principalmente conocido Orixe es su poema épico Euskaldunak, publicado en Zarauz (Guipúzcoa) en 1950, aunque su autor ya lo tenía acabado desde 1934. 
A principios de la década de 1930, la asociación cultural vascófila Euskaltzaleak, dirigida por el sacerdote nacionalista Aitzol, soñaba con que un gran poeta vasco pudiera impulsar el idioma de forma análoga a como la obra de Mistral y el premio Nobel con el que fue galardonado dieron prestigio e impulsaron la lengua occitana. Aitzol vio en Orixe a la persona que podía intentarlo, ya que, de hecho, el propio Orixe había traducido en 1930 el Mirèio de Frédéric Mistral al euskera.
Aitzol pidió a Orixe que creara un gran poema vasco siguiendo el modelo de la epopeya finlandesa Kalevala. Sin embargo, Orixe se distanció de esta petición y optó una línea argumental alejada de la epopeya mitológica y buscando el carácter épico en la propia vida del medio rural vasco. Según sus propias palabras, «El poema no es sino la descripción de nuestro pueblo rural en su vida de trabajo, en sus juegos y diversiones, en sus ocupaciones cotidianas y hasta en la misma muerte».
Orixe se marchó en 1931 a su localidad natal para acabar allí su obra, que consiguió terminar hacia 1934. Según parece, fue otro gran poeta vasco, Lizardi, quien convenció a Orixe para que terminara y publicara su obra, aunque el estallido de la guerra civil en 1936 frenó su publicación, que no se realizó hasta 16 años más tarde.
El autor escogió como escenario de su poema el pueblecito navarro de Huici, en el que transcurrió la mayor parte su propia infancia. El poema consta de doce mil versos y está realizado con el fin de ser cantado con melodías populares. Utiliza un léxico popular del medio rural, por lo que resulta de difícil comprensión para los que desconocen el mundo rural vasco y su terminología. La trama es, con todo, sumamente sencilla y cuenta los amores de Mikel y Garazi, aunque esta no es más que el pretexto que utiliza el autor para observar y describir la vida rural vasca en la zona: en realidad, el pueblo, en su quehacer cotidiano, es el verdadero protagonista.
Como dice el verso de su introducción "...geroak esan beza: erri bat izan zan" (que el futuro diga: hubo una vez un pueblo).

## Obras

### Novelas
- Santa Cruz apaiza (1929)

### Ensayos
- Euskal literaturaren atze edo edesti laburra (1927)
- Jainkoaren billa (1971)
- Euskal literaturaren historia laburra (2002)

### Poesía
- Eusko Olerkiak (1933)
- Barne-muinetan (1934)
- Euskaldunak (1950)
- Euskaldunak (poema eta olerki guziak) (1972, Auñamendi)
- XX. mendeko poesia kaierak (2000, Susa)

### Literatura infantil y juvenil
- Leoi-kumea (1948, La Photolith)

### Traducciones
- Mireio; Frederic Mistral (1930, Verdes-Atxirika)
- Tormesko itsumutilla (1929, Verdes-Atxirika)

### Divulgaciones
- Mamutxak (1962, Euskal Herria)

### Recuerdos
- Quiton arrebarekin (1950-1954, revista "Euzko-Gogoa")

### Colección
- Idazlan guztiak (1991, Etor)
- Orixe hautatua (2002, Hiria)